# Der große Kreis
Der große Kreis. Das Blatt für jede Frau war eine Frauenzeitschrift der SED in Leipzig im Jahr 1946.

## Geschichte
Der Bezirksvorstand Westsachsen gab  Der große Kreis in Leipzig heraus. Es war die erste und wahrscheinlich einzige Zeitschrift der SED, die gezielt für Frauen herausgegeben wurde, (möglicherweise wegen der Landtagswahlen in jenem Jahr). Ein Heft kostete 45 Pfennig. Das Erscheinen wurde bald wieder eingestellt. Stattdessen bemühten sich andere Frauenzeitschriften, wie Die Frau von heute (seit 1946) und  Lernen und Handeln (seit 1947) des Demokratischen Frauenbundes Deutschlands (DFD) die Politik der SED unter Frauen zu verbreiten.